# Neri Cardozo
Neri Cardozo (Godoy Cruz, Mendoza; 8 de agosto de 1986) es un exfutbolista argentino naturalizado mexicano que jugaba como mediocampista. Jugó la mayor parte de su carrera en el C. F. Monterrey, donde permaneció durante 7 temporadas, desde 2010 hasta 2017. También tuvo una etapa en Boca Juniors, desde 2004 hasta 2009. Su último equipo fue el Venados F. C. de la Liga de Expansión MX.

## Trayectoria
Surgió futbolísticamente en el Club Social Deportivo y Mutual Olimpia de Santa Teresa, en el año 2003. Formó parte de las divisiones inferiores de Boca Juniors. Debutó el 16 de febrero de 2004 en Boca Juniors con Carlos Bianchi como director técnico. 
Tras la partida de Daniel Bilos tuvo su primera oportunidad para integrar el equipo titular durante el Torneo Apertura 2006. En 2007 ganó la Copa Libertadores 2007 siendo titular en el equipo. Uno de sus goles más importantes en el club Xeneize lo convirtió en la Copa Mundial de Clubes 2007 en la semifinal, contra el campeón africano Étoile Sportive du Sahel, de Túnez. El tanto le dio el pase a su equipo a la final contra el A. C. Milan, de italia, campeón de Europa de ese año, club contra el cual su equipo sería derrotado en una final donde se destacó su participación en la cancha. Cardozo fue elegido como la segunda mejor revelación del torneo, detrás de Amine Chermiti.
Al comienzo del Torneo Clausura 2009 es fichado por los Jaguares de Chiapas de México, donde destacó y llamó la atención de varios equipos.
El 28 de diciembre de 2009 Neri fue traspasado al Monterrey de la Liga MX. En este club Neri Cardozo ha demostrado su gran talento. Formó parte del plantel que tricampeón de la Liga de Campeones de la Concacaf 2010-11, 2011-12 (en la final terminaría anotando el gol del campeonato) y 2012-13, disputando tres Copas Mundiales de Clubes con el Monterrey, donde con cinco asistencias se adjudicó el récord histórico en la justa mundialista, aparte de ser campeón del Torneo Apertura 2010.
Al comienzo de la temporada 2016-17 llega con el Querétaro, equipo en el cual queda campeón de la Copa MX Apertura 2016.
En 2017 regresa con el Monterrey, quedando campeón de la Copa MX Apertura 2017.
Tras quedar libre en Monterrey, el viernes 5 de enero de 2018 firmó con Racing Club por dos años y medio, con opción a uno más. Con la Academia lograría el título local de Superliga Argentina en la temporada 2018-19.
En 2019 ficha por Defensa y Justicia de la Superliga Argentina.
Para 2020 regresa al fútbol mexicano con el Venados de Yucatán de la Liga de Expansión MX.

## Selección nacional

### Sub-17
Ha sido internacional con la Selección de fútbol sub-17 de Argentina, con la que ganó el Sudamericano Sub-17 de 2003 en Bolivia y participó en la Copa Mundial de Fútbol Sub-17 de 2003 en Finlandia, donde Argentina ocupó el tercer lugar.

### Sub-20
Ha sido internacional con la Selección de fútbol sub-20 de Argentina, con la que participó en la Copa Mundial de Fútbol Sub-20 de 2003 en Emiratos Árabes Unidos. Luego participó en el Sudamericano Sub-20 de 2005 en Colombia, donde Argentina ocupó el tercer lugar, y ganó la Copa Mundial de Fútbol Sub-20 de 2005 en Países Bajos, aportando un gol para su selección.

### Absoluta
Con el seleccionado mayor argentino jugó un partido amistoso contra la selección de fútbol de Chile el 18 de abril de 2007, dirigido por Alfio Basile, cuando formó parte de la llamada selección local con un resultado final del encuentro de 0-0.

## Estadísticas

### Clubes
- Actualizado al 24 de marzo de 2023.

| Club                                  | Temporada           | Liga | Liga | Liga | Copas Nacionales | Copas Nacionales | Copas Nacionales | Copas Internacionales | Copas Internacionales | Copas Internacionales | Total | Total | Total |
| Club                                  | Temporada           | PJ   | G    | A    | PJ               | G                | A                | PJ                    | G                     | A                     | PJ    | G     | A     |
| ------------------------------------- | ------------------- | ---- | ---- | ---- | ---------------- | ---------------- | ---------------- | --------------------- | --------------------- | --------------------- | ----- | ----- | ----- |
| C. A. Boca Juniors Argentina          | 2003-04             | 16   | 4    | 5    | —                | —                | —                | 2                     | 0                     | 0                     | 18    | 4     | 5     |
| C. A. Boca Juniors Argentina          | 2004-05             | 28   | 4    | 0    | —                | —                | —                | 11                    | 1                     | 2                     | 39    | 5     | 2     |
| C. A. Boca Juniors Argentina          | 2005-06             | 29   | 1    | 3    | —                | —                | —                | 8                     | 3                     | 1                     | 37    | 4     | 4     |
| C. A. Boca Juniors Argentina          | 2006-07             | 35   | 10   | 3    | —                | —                | —                | 17                    | 0                     | 1                     | 52    | 10    | 4     |
| C. A. Boca Juniors Argentina          | 2007-08             | 24   | 1    | 5    | —                | —                | —                | 9                     | 2                     | 1                     | 33    | 3     | 6     |
| C. A. Boca Juniors Argentina          | 2008-09             | 2    | 0    | 1    | —                | —                | —                | 6                     | 0                     | 0                     | 8     | 0     | 1     |
| C. A. Boca Juniors Argentina          | Total               | 134  | 20   | 17   | 0                | 0                | 0                | 53                    | 6                     | 5                     | 187   | 26    | 22    |
| Jaguares de Chiapas F. C. · México    |                     |      |      |      |                  |                  |                  |                       |                       |                       |       |       |       |
| 2008-09                               | 12                  | 1    | 0    | —    | —                | —                | —                | —                     | —                     | 12                    | 1     | 0     |       |
| 2009                                  | 13                  | 0    | 1    | —    | —                | —                | —                | —                     | —                     | 13                    | 0     | 1     |       |
| Total                                 | 25                  | 1    | 1    | 0    | 0                | 0                | 0                | 0                     | 0                     | 25                    | 1     | 1     |       |
| C. F. Monterrey · México              |                     |      |      |      |                  |                  |                  |                       |                       |                       |       |       |       |
| 2010                                  | 18                  | 4    | 4    | 4    | 0                | 0                | 5                | 1                     | 2                     | 27                    | 5     | 6     |       |
| 2010-11                               | 42                  | 7    | 13   | -    | -                | -                | 10               | 3                     | 1                     | 52                    | 10    | 14    |       |
| 2011-12                               | 38                  | 4    | 12   | -    | -                | -                | 12               | 1                     | 2                     | 50                    | 5     | 14    |       |
| 2012-13                               | 35                  | 5    | 6    | -    | -                | -                | 11               | 3                     | 4                     | 46                    | 8     | 10    |       |
| 2013-14                               | 28                  | 6    | 6    | 6    | 1                | 0                | 2                | 1                     | 2                     | 36                    | 8     | 8     |       |
| 2014-15                               | 35                  | 2    | 6    | 7    | 1                | 0                | -                | -                     | -                     | 44                    | 3     | 6     |       |
| 2015-16                               | 30                  | 1    | 3    | 9    | 1                | 1                | -                | -                     | -                     | 38                    | 2     | 4     |       |
| 2017-18                               | 13                  | 1    | 3    | 6    | 0                | 1                | -                | -                     | -                     | 19                    | 1     | 4     |       |
| Total                                 | 233                 | 29   | 43   | 26   | 3                | 2                | 40               | 9                     | 8                     | 298                   | 41    | 52    |       |
| Querétaro F. C. · México              |                     |      |      |      |                  |                  |                  |                       |                       |                       |       |       |       |
| 2016-17                               | 31                  | 4    | 11   | 5    | 0                | 0                | 0                | 0                     | 0                     | 36                    | 4     | 11    |       |
| Total                                 | 31                  | 4    | 11   | 5    | 0                | 0                | 0                | 0                     | 0                     | 36                    | 4     | 11    |       |
| Racing Club Argentina                 |                     |      |      |      |                  |                  |                  |                       |                       |                       |       |       |       |
| 2017-18                               | 12                  | 0    | 4    | 1    | 0                | 0                | 7                | 0                     | 1                     | 20                    | 0     | 5     |       |
| 2018-19                               | 15                  | 0    | 1    | 2    | 0                | 0                | 2                | 0                     | 1                     | 19                    | 0     | 2     |       |
| Total                                 | 50                  | 0    | 5    | 3    | 0                | 0                | 9                | 0                     | 2                     | 39                    | 0     | 7     |       |
| C. S. D. Defensa y Justicia Argentina |                     |      |      |      |                  |                  |                  |                       |                       |                       |       |       |       |
| 2019-20                               | 21                  | 1    | 3    | 1    | 0                | 0                | 2                | 0                     | 1                     | 24                    | 1     | 4     |       |
| Total                                 | 21                  | 1    | 3    | 1    | 0                | 0                | 2                | 0                     | 1                     | 24                    | 1     | 4     |       |
| Venados F. C. · México                |                     |      |      |      |                  |                  |                  |                       |                       |                       |       |       |       |
| 2020-21                               | 30                  | 1    | 2    | —    | —                | —                | —                | —                     | —                     | 30                    | 1     | 2     |       |
| 2021-22                               | 28                  | 1    | 3    | —    | —                | —                | —                | —                     | —                     | 28                    | 1     | 3     |       |
| 2022-23                               | 18                  | 0    | 0    | —    | —                | —                | —                | —                     | —                     | 18                    | 0     | 0     |       |
| Total                                 | 76                  | 2    | 5    | 0    | 0                | 0                | 0                | 0                     | 0                     | 76                    | 2     | 5     |       |
| Total en su carrera                   | Total en su carrera | 546  | 57   | 85   | 35               | 3                | 2                | 104                   | 15                    | 16                    | 685   | 75    | 102   |

## Palmarés

### Campeonatos nacionales
| Título           | Club               | País      | Año     |
| ---------------- | ------------------ | --------- | ------- |
| Primera División | C. A. Boca Juniors | Argentina | A-2005  |
| Primera División | C. A. Boca Juniors | Argentina | C-2006  |
| Primera División | C. A. Boca Juniors | Argentina | A-2008  |
| Liga MX          | C. F. Monterrey    | México    | A-2010  |
| Copa MX          | Querétaro F. C.    | México    | 2016    |
| Copa MX          | C. F. Monterrey    | México    | 2017    |
| Primera División | Racing Club        | Argentina | 2018/19 |

### Campeonatos internacionales
| Título                           | Equipo (*)                    | Sede         | Año  |
| -------------------------------- | ----------------------------- | ------------ | ---- |
| Sudamericano Sub-17              | Selección de Argentina sub-17 | Bolivia      | 2003 |
| Copa Sudamericana                | C. A. Boca Juniors            | Buenos Aires | 2004 |
| Copa Mundial Sub-20              | Selección de Argentina sub-20 | Países Bajos | 2005 |
| Recopa Sudamericana              | C. A. Boca Juniors            | Manizales    | 2005 |
| Copa Sudamericana                | C. A. Boca Juniors            | Buenos Aires | 2005 |
| Recopa Sudamericana              | C. A. Boca Juniors            | São Paulo    | 2006 |
| Copa Libertadores                | C. A. Boca Juniors            | Porto Alegre | 2007 |
| Recopa Sudamericana              | C. A. Boca Juniors            | Buenos Aires | 2008 |
| Liga de Campeones de la CONCACAF | C. F. Monterrey               | Sandy        | 2011 |
| Liga de Campeones de la CONCACAF | C. F. Monterrey               | Torreón      | 2012 |
| Liga de Campeones de la CONCACAF | C. F. Monterrey               | Monterrey    | 2013 |

(*) incluyendo la selección.